# 1999 في أستراليا

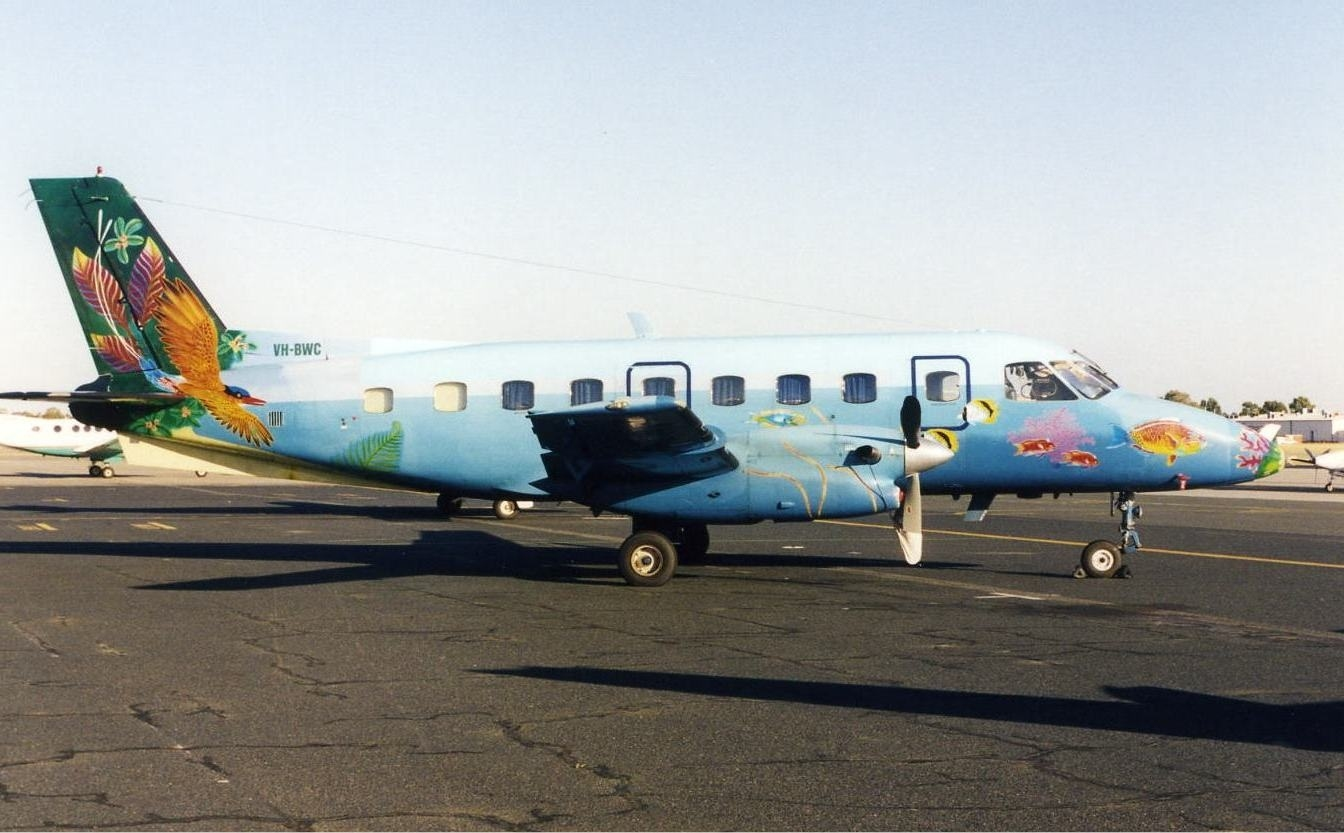
صورة طائرة استرالية

فيما يلي قوائم الأحداث التي وقعت خلال عام 1999 في أستراليا.

## سياسة

### تعيين في المنصب
- 20 يوليو – مارك فيل وزير التجارة [الإنجليزية]‏.

### انتهاء فترة المنصب
- 19 يوليو – مارك فيل وزير الزراعة والموارد المائية [الإنجليزية]‏.

## رياضة
- 7 مارس – جائزة أستراليا الكبرى 1999 الفائز إدي إيرفين.

## أفلام
من الأفلام التي صدرت هذه السنة في أستراليا:
- 1 يناير – بحر أزرق عميق من إخراج ريني هارلن.
- 1 يناير – ثلاثة ملوك من إخراج ديفيد أو. راسل.
- 1 يناير – حلل هذه من إخراج هارولد راميس.
- 1 يناير – دخان مقدس! من إخراج جين كامبيون.
- 31 مارس – الماتريكس من إخراج ليلي وتشاوسكي [الإنجليزية]‏، لانا وتشاوسكي [الإنجليزية]‏.

## مواليد

### يناير
- 25 يناير – جاي ويتفورد مغني أسترالي.

- 26 يناير – سام جونز (مواليد 1923) سياسي أسترالي.

### أكتوبر
- 21 أكتوبر – جون بروميتش (مواليد 1918) لاعب كرة مضرب أسترالي.

### نوفمبر
- 29 نوفمبر – سيد باترسون (مواليد 1927) درّاج طريق أسترالي.